# レフ・コニュス
レフ・エドゥアルドヴィチ・コニュス（ロシア語: Лев Эдуа́рдович Коню́с; ラテン文字転写の例：Lev Eduardovich Conus, 1871年4月26日 – 1944年）は、ロシアのピアニスト・音楽教育家・作曲家。

## 経歴
1871年生まれ。モスクワ音楽院に学び、アントン・アレンスキーの作曲科上級クラスでセルゲイ・ラフマニノフと同級になる。1918年まで母校のピアノ科の主任教授を務めた。ソビエト政府を嫌って1921年にパリに亡命し、その後パリ市内のロシア音楽院（現在はラフマニノフ音楽院に改称）で教鞭を執る。最終的に1935年にアメリカ合衆国に行き、73歳で他界するまで、オハイオ州シンシナティで教育活動に携わった。
スクリャービンの《神聖な詩》と《法悦の詩》をピアノ4手用に編曲したことで名を遺した。

## 家族親族
ゲオルギー・コニュスおよびユーリ・コニュスの弟。